# La favorita
La favorita (título original en francés, La favorite) es una grand opéra en cuatro actos con música de Gaetano Donizetti y libreto en francés de Alphonse Royer, Gustave Vaëz y Eugène Scribe, basado en la obra de teatro Le Comte de Comminges (1764) de François-Thomas-Marie de Baculard d'Arnaud. Fue estrenada el 2 de diciembre de 1840 en la Opéra de París.

## Historia

### Composición
Originalmente, Donizetti había estado componiendo una ópera con el título de Le Duc d'Albe ("El duque de Alba") como su segundo trabajo para la Ópera de París.  Sin embargo, el director, Léon Pillet, se opuso a una ópera que no tenía un papel destacado para su amante, la mezzosoprano Rosine Stoltz.  Donizetti entonces abandonó Le Duc d'Albe.
La historia de la composición de La favorita fue muy compleja. Donizetti empleó material de hasta cuatro obras anteriores. Tomó prestado mucho de L'ange de Nisida, un proyecto no realizado del año 1839. Durante los ensayos añadió la célebre aria del tenor Spirito gentil, procedente de su ópera inacabada El duc d'Alba de 1839. Donizetti escribió todo el acto final en tres o cuatro horas, con la excepción de la Cavatina y una parte de un dúo, que se añadieron en la fase de ensayos.
La ópera fue compuesta para el público parisino al estilo de la Grand Opéra francesa (larga duración, ballet, etc.). Esta ópera introdujo dos cambios notables a lo que venía siendo la tradición italiana: el papel principal corresponde al tenor y el papel de Leonora no fue escrito para una soprano, sino para una mezzosoprano, precisamente Rosine Stoltz.

### Representaciones
Fue estrenada el 2 de diciembre de 1840 en París. Hector Berlioz dejó escrita una crítica después del estreno, que constataba que a pesar de estar destinada al público francés, Donizetti no había variado mucho su estilo melódico, el ensamblaje de las piezas y el tratamiento de las masas vocales e instrumentales. Apreciaba también, como en otras obras del italiano, una cierta precipitación en el acabado, que consideraba bastante común en los compositores de ópera italianos del romanticismo, los cuales se veían obligados a producir y estrenar sin tregua (el mismo Donizetti compuso treinta óperas en ocho años)
La repusieron en Padua con el título de Leonora di Guzman en 1842, y en La Scala como Elda en 1843. Aunque el propio Donizetti no se vio involucrado en estas producciones, la ópera se representa ahora más en italiano que en francés, con el título de La favorita, que sufrió notables cambios al enfrentarse con la censura. A pesar de ser la más conocida, muchos críticos opinan que el texto es deficiente.
A Madrid llegó la versión en italiano, La Favorita, que se había impuesto a la original francesa, primero al Teatro del Circo, en 1843, y más tarde al Teatro Real, por deseo de la mezzosoprano Marietta Alboni, la gran diva que encabezaba el fantástico cartel de su velada inaugural, presidida por la reina Isabel II (el teatro se inauguró el 19 de noviembre de 1850, coincidiendo con la onomástica de la soberana).  
Esta ópera se representa poco; en las estadísticas de Operabase aparece la n.º 195 de las óperas representadas en 2005-2010, siendo la 59.ª en Italia y la décima de Donizetti, con 15 representaciones en el período.

## Personajes
| Papel                                                                                   | Tesitura     | Elenco del estreno, 2 de diciembre de 1840 (Director: François Antoine Habeneck) |
| --------------------------------------------------------------------------------------- | ------------ | -------------------------------------------------------------------------------- |
| Leonora de Guzmán (Léonor/Leonora)                                                      | mezzosoprano | Rosine Stoltz                                                                    |
| Inés (Inez/Inès)                                                                        | soprano      | Elian                                                                            |
| Fernando (Fernand)                                                                      | tenor        | Gilbert Duprez                                                                   |
| Alfonso XI de Castilla (Alphonse, Alfonso)                                              | barítono     | Paul Barroilhet                                                                  |
| Baltasar (Balthazar/Baldassare)                                                         | bajo         | Nicolas Levasseur                                                                |
| Don Gaspar, oficial del rey (Gaspard/Gasparo)                                           | tenor        | Pierre François Wartel                                                           |
| Un señor                                                                                | tenor        | Molinier                                                                         |
| Alcalde, damas y caballeros de la corte, pajes, guardas, monjes de la Orden de Santiago |              |                                                                                  |

## Argumento
La historia de la ópera transcurre en España, en el año de 1340, cuando Castilla y Portugal se unieron para luchar contra los musulmanes en la batalla del Salado. Uno de los personajes es Alfonso XI de Castilla. Implica un triángulo amoroso entre éste, su amante ("la favorita") Leonor de Guzmán y el amante de ella, Fernando. La historia se desarrolla frente al telón de fondo de las invasiones moras de España y las luchas de poder entre la iglesia y el estado.

### Acto I

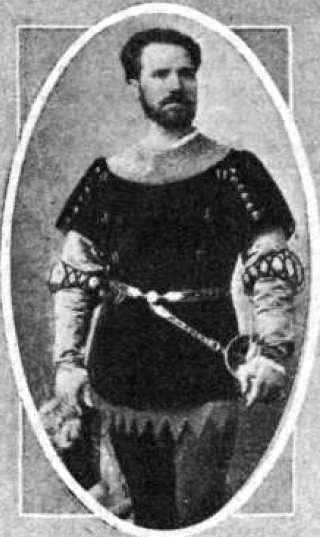
El tenor Julián Gayarre triunfó en 1876 en La Scala en el papel de Fernando

Escena 1: Templo de un monasterio en Santiago de Compostela
En el monasterio de Santiago de Compostela, los monjes se dirigen a rezar (Coro: Bell'alba foriera). El superior Baltasar, padre de la reina de Castilla, entra con Fernando. Baltasar sabe que Fernando está preocupado por algo. Fernando le confiesa que se ha enamorado de una dama bella y desconocida (Aria: Una vergine, un'angiol di dio). Mantiene su fe en Dios, pero desea abandonar el monasterio para ir a buscarla. Baltasar enfadado envía a Fernando fuera del monasterio, advirtiéndole de los peligros del mundo exterior. Predice que Fernando regresará al claustro, decepcionado pero más sabio (Non sai che innanzi).
Escena 2: Playa en la isla de León
Inés y otras damas de Leonor cantan la belleza del paisaje (Aria y Coro: Bel raggi lucenti - Cabaletta: Dolce zeffiro, il seconda). Fernando ha encontrado a su dama, Leonor, a quien le declara su amor y a su vez lo recibe, pero aún no es consciente de su verdadera identidad. Ella ha planeado encontrarse con él en la isla de León, a la que llevan al joven con los ojos vendados en un bote. Allí lo sale a recibir Inés, su compañera, quien le insiste en la necesidad de discreción. Entra Leonor. Ella le dice que jamás podrán casarse y que no deben encontrarse de nuevo, pero a pesar de todo le entrega un documento que lo ayudará en el futuro. Poco después se anuncia la llegada del rey y Leonor se marcha (Dúo: Ah, mio bene... Fia vero?... Lasciarti!). Fernando se queda especulando sobre la elevada posición social de ella. Al leer el documento que ella le ha entregado, descubre un cargo en el ejército - una oportunidad para progresar (Aria: Sì, che un tuo solo accento... Cabaletta: Dunque addio)

### Acto II
Jardines del Alcázar de Sevilla
Alfonso ha derrotado a los moros y tomado el Alcázar. Conversando con el cortesano Don Gaspar, el rey expresa su placer por la valentía de Fernando. A solas, el rey expresa su amor por Leonor y su deseo de divorciarse de la Reina y casarse con ella (Recitativo: Ma de'malvaggi invan... Aria: Vien Leonora!... Cabaletta: De' nemici tuoi). Él se da cuenta de que este deseo provocará la oposición de su poderoso suegro Baltasar que al final es respaldado por el Papa. Leonor entra y expresa su angustia al ser su amante más que su Reina (Dúo: Quando le soglie... In questo suol a lusingar tua cura). El rey sospecha que está perdiendo su afecto. Don Gaspar entra con noticias de que se ha descubierto una carta que revela que Leonor tiene un amante. Ella no lo niega, pero en aquel momento Baltasar entra intentando forzar al Rey a que abandone sus planes de divorcio. (Concertante: Ah! Paventa il furor)

### Acto III
Salón del Alcázar de Sevilla
Alfonso va a honrar a Fernando por su papel en la guerra. Le pregunta a Fernando qué recompensa quiere y Fernando le pide casarse con la mujer que le ha inspirado su bravura. Alfonso le pregunta quién es ella, y Fernando señala a Leonor. El rey queda sorprendido al saber que Fernando es su exitoso rival. En un cambio de idea repentino, ordena a Fernando y Leonor que se casen en menos de una hora (Trío: Leonora, ei del suo cor... A tanto amor). Leonor queda con sentimientos contrapuestos de aprensión y alegría. Decide que debe informar a Fernando sobre su pasado (Recitativo: Fia dunque vero?... Aria: O mio Fernando... Cabaletta: Scritto in cielo). Envía a Inés a buscarlo. Sin embargo, sin saberlo Leonor, Inés es arrestada antes de poder verlo. En un coro, la corte celebra los esponsales (Di già nella cappella). El rey ennoblece a Fernando, pero los nobles lo rechazan por entender que el motivo ha sido vil (Coro: O viltade... Si tenti almen). Fernando sólo averigua la verdad después de la ceremonia de bodas. Se considera deshonrado por el rey y rompe su espada, abandona a Leonor y se confía a Baltasar (Concertante: Sire, io ti deggio).

### Acto IV
Fachada del monasterio en Santiago de Compostela
La hija de Baltasar, la Reina, ha muerto de celos y dolor, y su cuerpo le ha sido enviado al monasterio de Santiago. Se rezan oraciones por su descanso. Fernando se prepara a entrar en su nueva vida religiosa (Coro: Splendori più belle), pero recuerda a Leonor (Recitativo: Favorita del re!... Aria: Spirto gentil). Leonor entra agotada, disfrazada de novicia, pues quiere decirle la verdad a Fernando (Arioso y Coro: Dal rio dolore). Se desmaya ante la cruz. Al principio Fernando la rechaza pero al final conmovido por su amor y sinceridad, está deseando entregarse a ella de nuevo, pero es demasiado tarde, Leonor se derrumba de nuevo y muere en sus brazos (Dúo: Ah va, t'invola!... Pietoso al par del nume... Vieni, ah vien!).

## Momentos destacados
Acto I
- Aria de Fernando: Una vergine - "Una virgen", aria de bravura para tenor.
- Dúo de Leonor y Fernando: Ah mio bene - "¡Ah, bien mío!"
- Aria de Fernando: Sì, che un tuo solo accento... Cabaletta: Dunque addio, esta segunda aria para el tenor se suele omitir.

Acto II
- Aria de Alfonso: Vien, Leonora
- Dúo de Leonor y Alfonso: Quando le soglie... In questo suol a lusingar tua cura - "Cuando los umbrales... En este suelo para alegrar tus preocupaciones"
- Concertante: Ah! Paventa il furor - "¡Ah, teme el furor!"

Acto III
- Trío: Leonora, ei del suo cor... A tanto amor - "Leonora, él de su corazón"
- Aria de Leonor: O mio Fernando - "Oh, Fernando mío"

Acto IV
- Aria de Fernando: Spirito gentil - "Espíritu gentil"
- Arioso de Leonor: Dal rio doloro - "Por el terrible dolor"
- Dúo final de Fernando y Leonor: Ah va, t'invola - "¡Ah, vete, desaparece!"

## Arreglos
En 1840, Richard Wagner arregló la obra para piano solo.
Antonio Pasculli arregló la obra para oboe y piano/orquesta.

## Grabaciones
| Año  | Elenco (Alfonso, Leonor, Fernando, Baltasar)                             | Director, Teatro de Ópera y orquesta                                                                                                  | Sello discográfico                            |
| ---- | ------------------------------------------------------------------------ | --- | --------------------------------------------- |
| 1950 | Enzo Mascherini, Giulietta Simionato, Giuseppe di Stefano, Cesare Siepi  | Renato Cellini, Orquesta y Coro del Palacio de Bellas Artes de México                                                                 | Audio CD: CETRA                               |
| 1955 | Carlo Tagliabue, Fedora Barbieri, Gianni Raimondi, Giulio Neri           | Angelo Questa, Orquesta Sinfónica y Coro de la RAI de Turín                                                                           | Audio CD: Warner Fonit                        |
| 1967 | Sesto Bruscantini, Fiorenza Cossotto, Alfredo Kraus, Ivo Vinco           | Bruno Bartoletti, Orquesta y Coro del Teatro Colón de Buenos Aires                                                                    | Audio CD: GOP                                 |
| 1974 | Gabriel Bacquier, Fiorenza Cossotto, Luciano Pavarotti, Nicolai Ghiaurov | Richard Bonynge, Orquesta y Coro del Teatro Comunal de Bolonia                                                                        | Audio CD: DECCA                               |
| 1975 | Pablo Elvira, Shirley Verrett, Alfredo Kraus, James Morris               | Eve Queler, Orquesta de la Ópera de la ciudad de Nueva York, Coro del Brooklyn College                                                | Audio CD: GALA                                |
| 1978 | Sherrill Milnes, Shirley Verrett, Luciano Pavarotti, Bonaldo Giaiotti    | Jesús López Cobos Orquesta y Coro de la Metropolitan Opera (Grabación de una interpretación en el MET, 11 de marzo)                   | Audio CD: Bensar Cat: OL 31178                |
| 1990 | Paolo Coni, Adelisa Tabiadon, Giuseppe Morino, Alessandro Verducci       | Fabio Luisi Orquesta Internacional de Italia y Coro Filarmónico Eslovaco de Bratislava                                                | Audio CD: Nuova Era                           |
| 2003 | Carlos Álvarez, Violeta Urmana, Giuseppe Sabbatini, Giacomo Prestia      | Fabio Luisi Orquesta y Coro de la Ópera Estatal de Viena (Grabación de una interpretación en la Ópera Estatal de Viena, 2 de febrero) | Audio CD: Premiere Opera Ltd. Cat: CDNO 982-2 |